# Władimirowka (rejon jełchowski)
Władimirowka (ros. Владимировка) – wieś (dieriewnia) w Rosji, w obwodzie samarskim, w rejonie jełchowskim. W 2010 liczyła 68 mieszkańców.